# Huta Szumy
Huta Szumy – wieś w Polsce położona w województwie lubelskim, w powiecie tomaszowskim, w gminie Susiec.

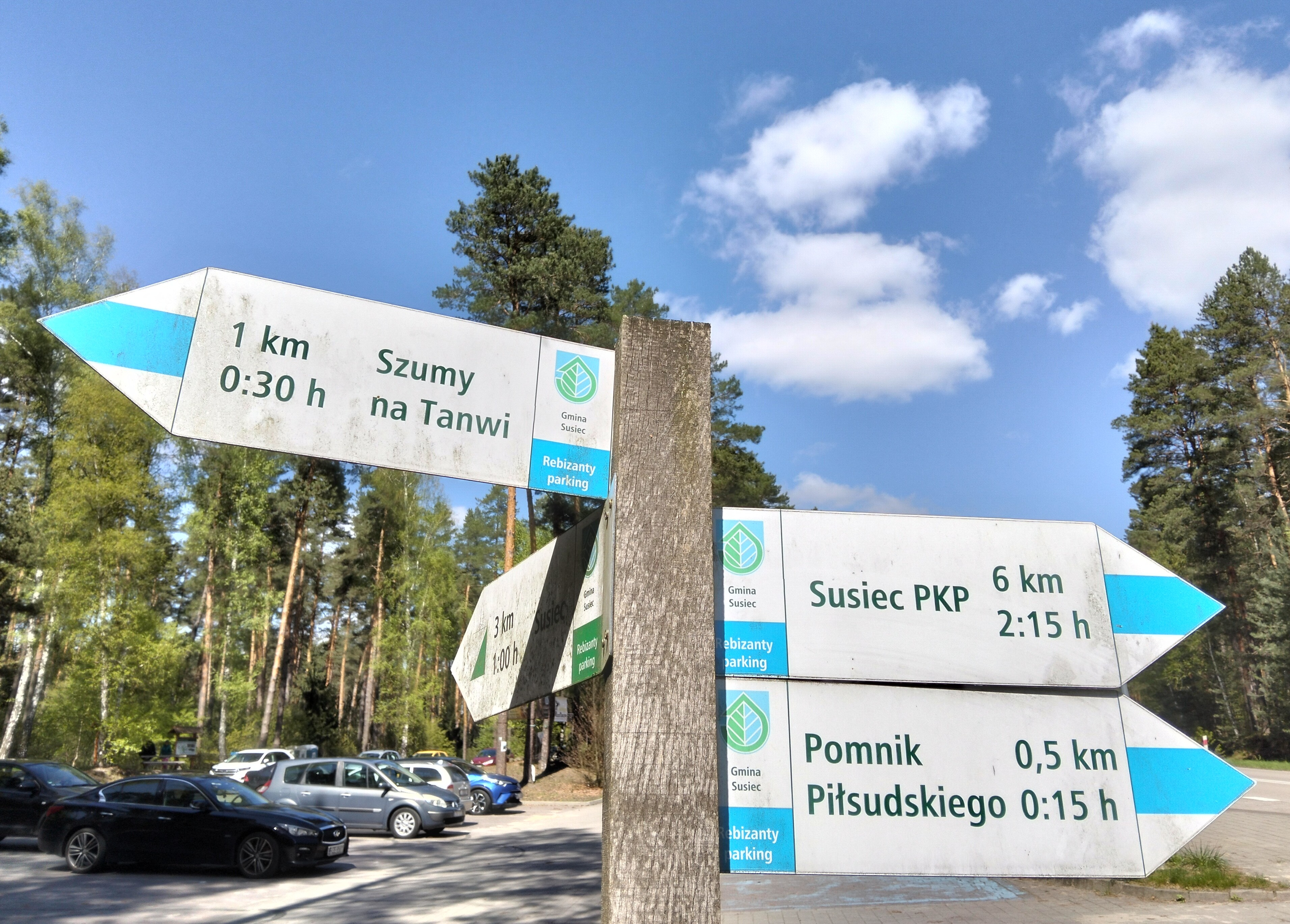
Węzeł szlaków pieszych

Przed 2001 rokiem wieś nosiła nazwę Huta-Szumy, należały do niej przysiółki Rebizanty i Banachy oraz kolonia Korkosze, nazwy zniesiono, miejscowości włączono do miejscowości podstawowej.
W latach 1975–1998 miejscowość administracyjnie należała do województwa zamojskiego.
Wieś jest sołectwem w gminie Susiec. Według Narodowego Spisu Powszechnego z roku 2011 wieś liczyła 181 mieszkańców. Wierni Kościoła rzymskokatolickiego należą do parafii Chrystusa Króla w Hucie Różanieckiej.
W Hucie Szumy pobliżu rzeki Tanwi jest parking będący jednym z punktów wyjściowych do zwiedzania Puszczy Solskiej i Rezerwatu przyrody Nad Tanwią. Przechodzą tędy dwa szlaki turystyczne:
 Szlak Szumów: Susiec – Rebizanty (rez. „Nad Tanwią”) – Źródełko Miłości – Kościółek – Uroczyska Puszczy Solskiej – Wodospad na Jeleniu – Susiec.
 ścieżka edukacyjna „Nad Tanwią” (zamknięta pętla).